# The Crown (serie televisiva)
The Crown è una serie televisiva britannica e statunitense di genere storico drammatico, creata e principalmente scritta da Peter Morgan e prodotta dalla Left Bank Pictures e dalla Sony Pictures Television per Netflix. La serie è incentrata sulla vita di Elisabetta II del Regno Unito e sulla famiglia reale britannica.
La serie è stata acclamata dalla critica sin dal suo esordio; in particolare, sono state apprezzate le interpretazioni di Claire Foy e Olivia Colman, che hanno ricoperto il ruolo della protagonista nelle prime quattro stagioni, di John Lithgow nel ruolo di Winston Churchill, di Helena Bonham Carter che ha vestito i panni della principessa Margherita nella terza e quarta stagione e di Emma Corrin e Elizabeth Debicki nel ruolo di Lady Diana nella quarta e quinta stagione, specialmente per la loro impressionante somiglianza con la principessa. Complessivamente, la serie vanta numerosi riconoscimenti, tra cui sette Golden Globe e ventiquattro Premi Emmy.
The Crown è al sedicesimo posto fra le 100 serie migliori del XXI secolo secondo la BBC.

## Trama
The Crown racconta la storia della regina Elisabetta II a partire dal 1947 fino al 2005. 
La prima stagione copre gli anni che vanno dal matrimonio tra Elisabetta e Filippo di Edimburgo, avvenuto nel 1947, fino allo scoppio della crisi di Suez nel 1956, comprendendo, dunque, l'incoronazione della sovrana (1953) e il secondo mandato a Primo ministro di Winston Churchill.
La seconda stagione prosegue la narrazione degli eventi, comprendendo i mandati a Primo ministro di Anthony Eden e Harold Macmillan e lo scandalo Profumo, fino al marzo 1964, anno della nascita del principe Edoardo, ultimogenito di Elisabetta e Filippo.
La terza stagione narra gli eventi che vanno dall'elezione di Harold Wilson alla carica di Primo ministro, nell'autunno 1964, al Giubileo d'argento dei venticinque anni dall'ascesa al trono di Elisabetta II nel 1977, trattando nello specifico del matrimonio in continua crisi fra la principessa Margaret e Antony Armstrong-Jones e delle prime vicissitudini amorose del principe Carlo.
La quarta stagione ricopre un arco temporale che inizia col primo incontro tra Carlo e Lady Diana Spencer (1977) fino al 1990, anno delle dimissioni di Margaret Thatcher, prima donna a ricoprire la carica di Primo ministro nella storia del Regno Unito, comprendendo, quindi, il matrimonio di Carlo e Diana (1981), la nascita dei loro figli William (1982) e Harry (1984), l'inizio della crisi di tale matrimonio e la Guerra delle Falkland contro l'Argentina (1982), voluta da Margaret Thatcher per rafforzare il controllo britannico delle isole Falkland e vinta proprio dall'esercito del Regno Unito.
La quinta stagione copre l'arco temporale che va dal 1991 al 1997, corrispondente al periodo del mandato di governo di John Major, fino ad arrivare all'elezione di Tony Blair e al passaggio di consegne di Hong Kong alla Cina. Vengono esplorati anche il divorzio di Carlo e Diana e l'incendio del Castello di Windsor nel 1992, definito dalla regina stessa come il suo annus horribilis, oltre alla riforma sulle finanze reali voluta da Major, che portò la regina a pagare le tasse come tutti i suoi sudditi dal 1993 in poi. Viene inoltre raccontata la vita privata di Diana dal divorzio fino all'incontro con Dodi Al-Fayed.
La sesta ed ultima stagione racconta l'ultima estate della principessa Diana e la sua morte nell'agosto del 1997. Viene mostrata la sua vacanza con William ed Harry e la sua relazione con Dodi Al-Fayed prima del tragico incidente avvenuto a Parigi, al quale seguirono i funerali di Stato e il discorso della regina Elisabetta II. Successivamente vengono rappresentati le morti della principessa Margaret e della Regina Madre, l'inizio della relazione tra il Principe William e Kate Middleton, il matrimonio di Carlo e Camilla Parker Bowles e l'invecchiamento della regina Elisabetta fino al 2005.

## Episodi
| Stagione         | Episodi | Pubblicazione |
| ---------------- | ------- | ------------- |
| Prima stagione   | 10      | 2016          |
| Seconda stagione | 10      | 2017          |
| Terza stagione   | 10      | 2019          |
| Quarta stagione  | 10      | 2020          |
| Quinta stagione  | 10      | 2022          |
| Sesta stagione   | 10      | 2023          |

## Personaggi e interpreti

### Personaggi principali
- Regina Elisabetta II (stagioni 1-6), interpretata da Claire Foy (stagioni 1-2; ospite stagioni 4-6), da Olivia Colman (stagioni 3-4; ospite stagione 6) e da Imelda Staunton (stagioni 5-6), doppiata da Beatrice Caggiula (stagioni 1-2, 4-6), Daniela Trapelli (stagioni 3-4) e da Cristina Giolitti (stagione 5-6), Alessandra Felletti (stagione 6 Olivia Colman).
- Principe Filippo (stagioni 1-6), interpretato da Matt Smith (stagioni 1-2; ospite stagione 6), da Tobias Menzies (stagioni 3-4) e da Jonathan Pryce (stagioni 5-6), doppiato da Lorenzo Scattorin (stagioni 1-2), Alessandro Maria D'Errico (stagioni 3-4) e da Augusto Di Bono (stagione 5-6).
- Principessa Margaret (stagioni 1-6), interpretata da Vanessa Kirby (stagioni 1-2; ospite stagione 5), da Helena Bonham Carter (stagioni 3-4) e da Lesley Manville (stagioni 5-6), doppiata da Jolanda Granato (stagioni 1-2), Valentina Pollani (stagioni 3-4) e da Cristiana Rossi (stagione 5-6).
- Regina Mary (stagione 1; ospite stagione 5), interpretata da Eileen Atkins (stagione 1) e da Candida Benson (ospite stagione 5), doppiata da Giuliana Nanni (stagione 1) e da Elda Olivieri (stagione 5).
- Anthony Eden (stagioni 1-2), interpretato da Jeremy Northam, doppiato da Luigi La Monica.
- Regina Elisabetta, la Regina Madre (stagioni 1-6), interpretata da Victoria Hamilton (stagioni 1-2), da Marion Bailey (stagioni 3-4) e da Marcia Warren (stagioni 5-6), doppiata da Maddalena Vadacca (stagioni 1-2), Valeria Falcinelli (stagioni 3-4) e da Caterina Rochira (stagioni 5-6).
- Peter Townsend (stagioni 1-2, 5), interpretato da Ben Miles (stagioni 1; guest star stagioni 2, 5) e da Timothy Dalton (ospite stagione 5), doppiato da Christian Iansante (stagioni 1-2) e da Marco Balbi (stagione 5).
- Louis Mountbatten (stagioni 1-4), interpretato da Greg Wise (stagioni 1-2) e da Charles Dance (stagione 3, ospite stagione 4), doppiato da Donato Sbodio (stagioni 1-2) e da Bruno Slaviero (stagioni 3-4).
- Re Giorgio VI (stagione 1; ospite stagione 2), interpretato da Jared Harris, doppiato da Massimiliano Lotti.
- Winston Churchill (stagioni 1-3), interpretato da John Lithgow (stagione 1; ospite stagioni 2-3), doppiato da Bruno Alessandro (stagioni 1-2) e Pietro Ubaldi (stagioni 3, 6).
- Principe Edward, duca di Windsor (stagioni 1-3; 5), interpretato da Alex Jennings (stagione 1; ospite stagioni 2, 5) e da Derek Jacobi (ospite stagione 3), doppiato da Claudio Moneta (stagioni 1-2, 5) e da Gianni Quillico (stagione 3).
- Wallis Simpson (stagioni 1-3; 5), interpretata da Lia Williams (stagione 1; ospite stagioni 2, 5) e da Geraldine Chaplin (ospite stagione 3), doppiata da Cinzia Massironi (stagioni 1-2, 5) e da Stefania Patruno (stagione 3).
- Harold Macmillan (stagione 2), interpretato da Anton Lesser, doppiato da Gianni Giuliano.
- Antony Armstrong-Jones (stagioni 2-3), interpretato da Matthew Goode (stagione 2) e da Ben Daniels (stagione 3), doppiato da Ruggero Andreozzi (stagione 2) e da Roberto Accornero (stagione 3).
- Harold Wilson (stagione 3), interpretato da Jason Watkins, doppiato da Sergio Romanò.
- Principessa Anna (stagioni 3-6), interpretata da Erin Doherty (stagioni 3-4) e da Claudia Harrison (stagioni 5-6), doppiata da Elisa Giorgio (stagioni 3-4) e da Gea Riva (stagioni 5-6).
- Principe Carlo (stagioni 3-6), interpretato da Josh O'Connor (stagioni 3-4) e da Dominic West (stagioni 5-6); doppiato da Mattia Bressan (stagioni 3-4) e da Andrea Beltramo (stagioni 5-6).
- Margaret Thatcher (stagione 4), interpretata da Gillian Anderson, doppiata da Dania Cericola.
- Diana Spencer (stagioni 4-6), interpretata da Emma Corrin (stagione 4) e da Elizabeth Debicki (stagioni 5-6), doppiata da Valentina Framarin (stagione 4) e da Ludovica De Caro (stagioni 5-6).
- Denis Thatcher (stagione 4), interpretato da Stephen Boxer, doppiato da Mario Zucca.
- Camilla Shand (stagioni 3-6), interpretata da Emerald Fennell (stagione 4; ospite stagione 3) e da Olivia Williams (stagioni 5-6), doppiata da Francesca Perilli (stagione 4) e da Camilla Gallo (stagioni 5-6).
- John Major (stagioni 4-5), interpretato da Marc Ozall (stagione 4) e da Jonny Lee Miller (stagione 5), doppiato da Andrea Moretti.
- Penelope Knatchbull, Lady Romsey (stagione 5), interpretata da Natascha McElhone, doppiata da Anna Charlotte Barbera.
- Tony Blair (stagione 6; ospite stagione 5), interpretato da Bertie Carvel, doppiato da Giuseppe Russo.
- Mohamed Al-Fayed (stagione 6; ospite stagione 5), interpretato da Salim Daw, doppiato da Danilo Bruni.
- Dodi Al-Fayed (stagione 6; ospite stagione 5), interpretato da Khalid Abdalla, doppiato da Alberto Onofrietti.
- Principe William (stagione 6), interpretato da Ed McVey, doppiato da Gabriele Donolato.
- Principe Harry (stagione 6), interpretato da Luther Ford, doppiato da Stefano Pozzi.
- Catherine Middleton (stagione 6), interpretata da Meg Bellamy, doppiata da Annalisa Platania.

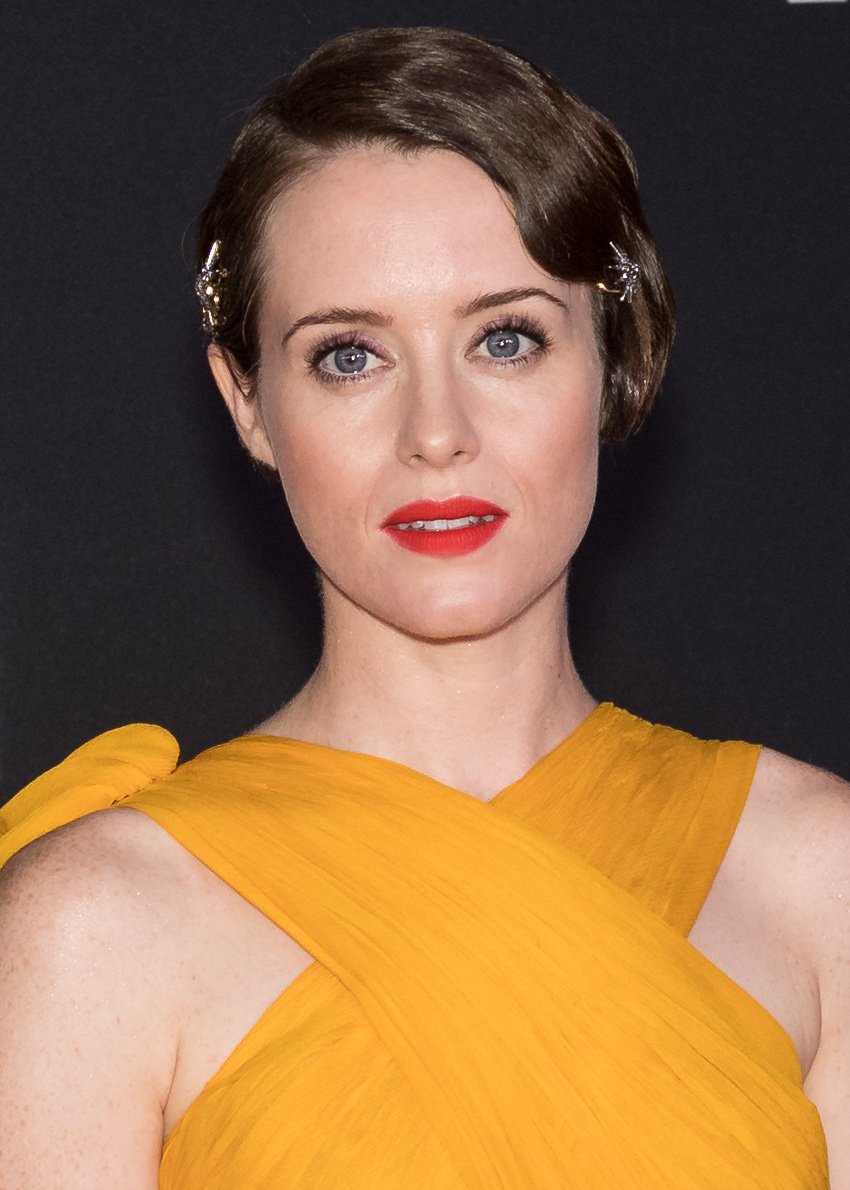
Claire Foy interpreta la regina Elisabetta II nella prima e nella seconda stagione.
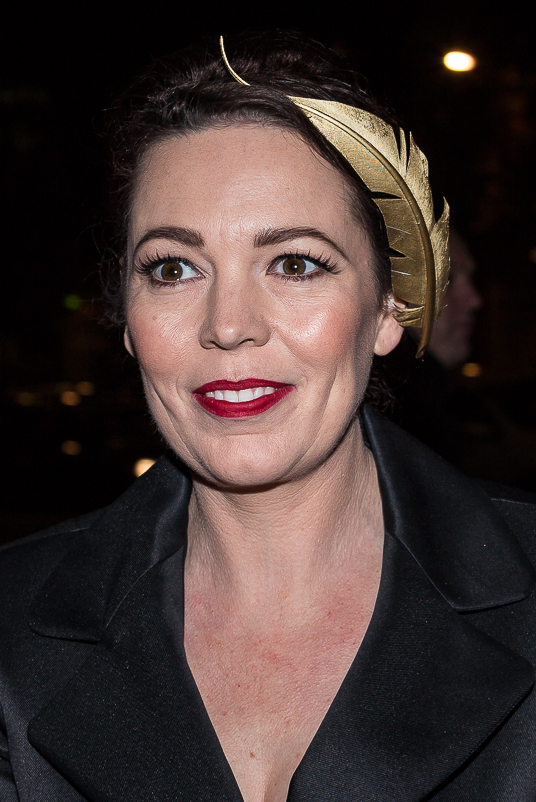
Olivia Colman interpreta la regina Elisabetta II nella terza e nella quarta stagione.
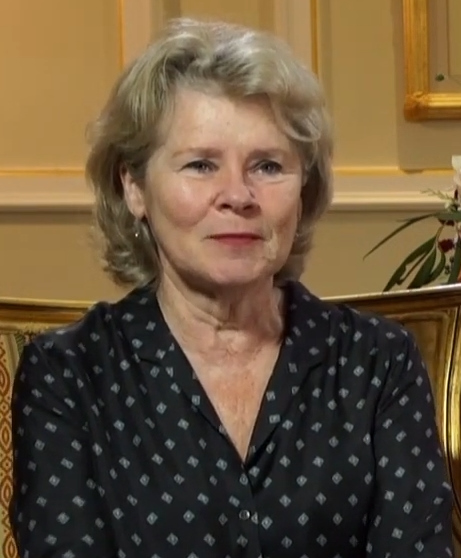
Imelda Staunton interpreta la regina Elisabetta II nella quinta e nella sesta stagione.
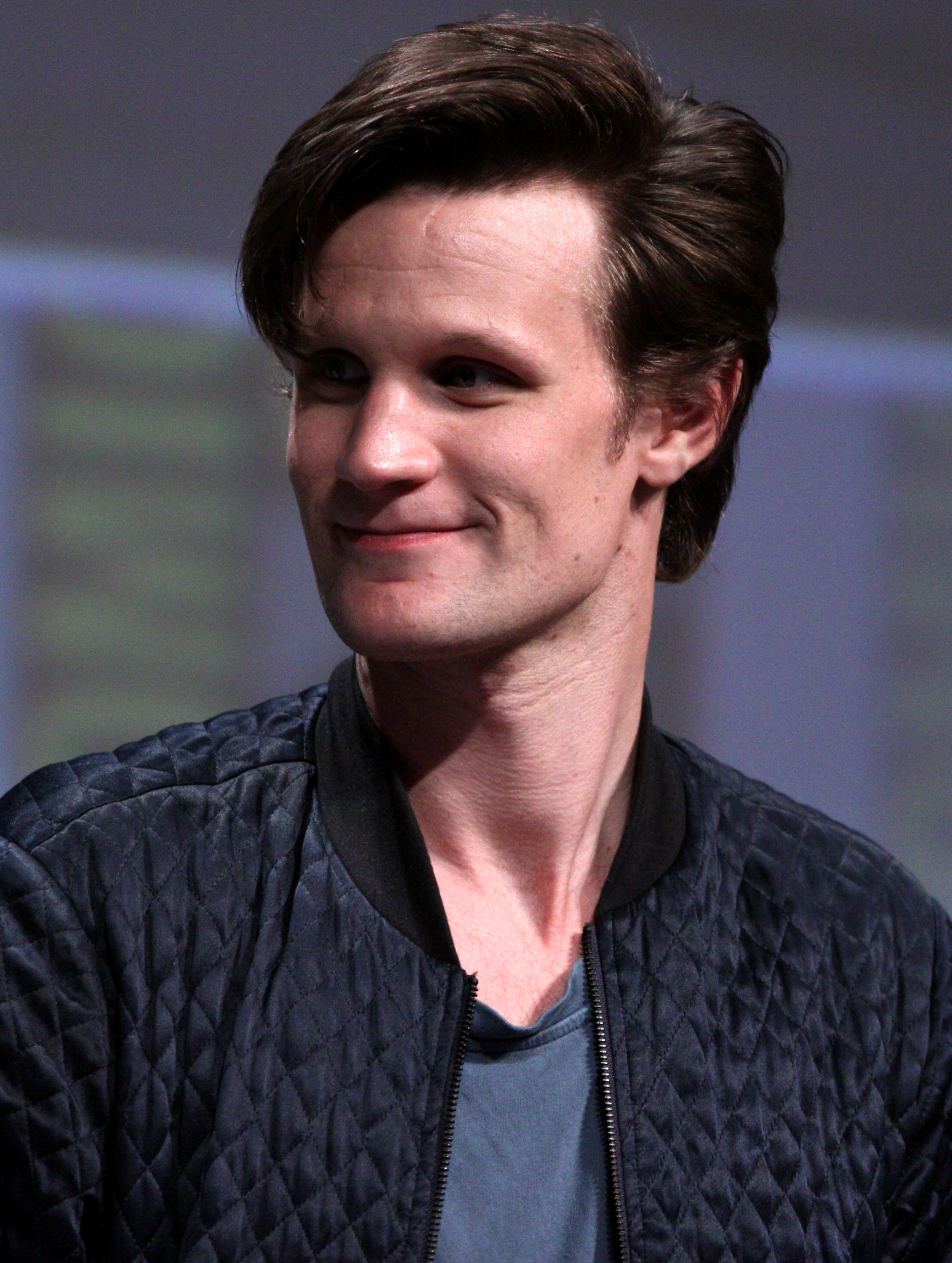
Matt Smith interpreta il principe Filippo nella prima e nella seconda stagione.
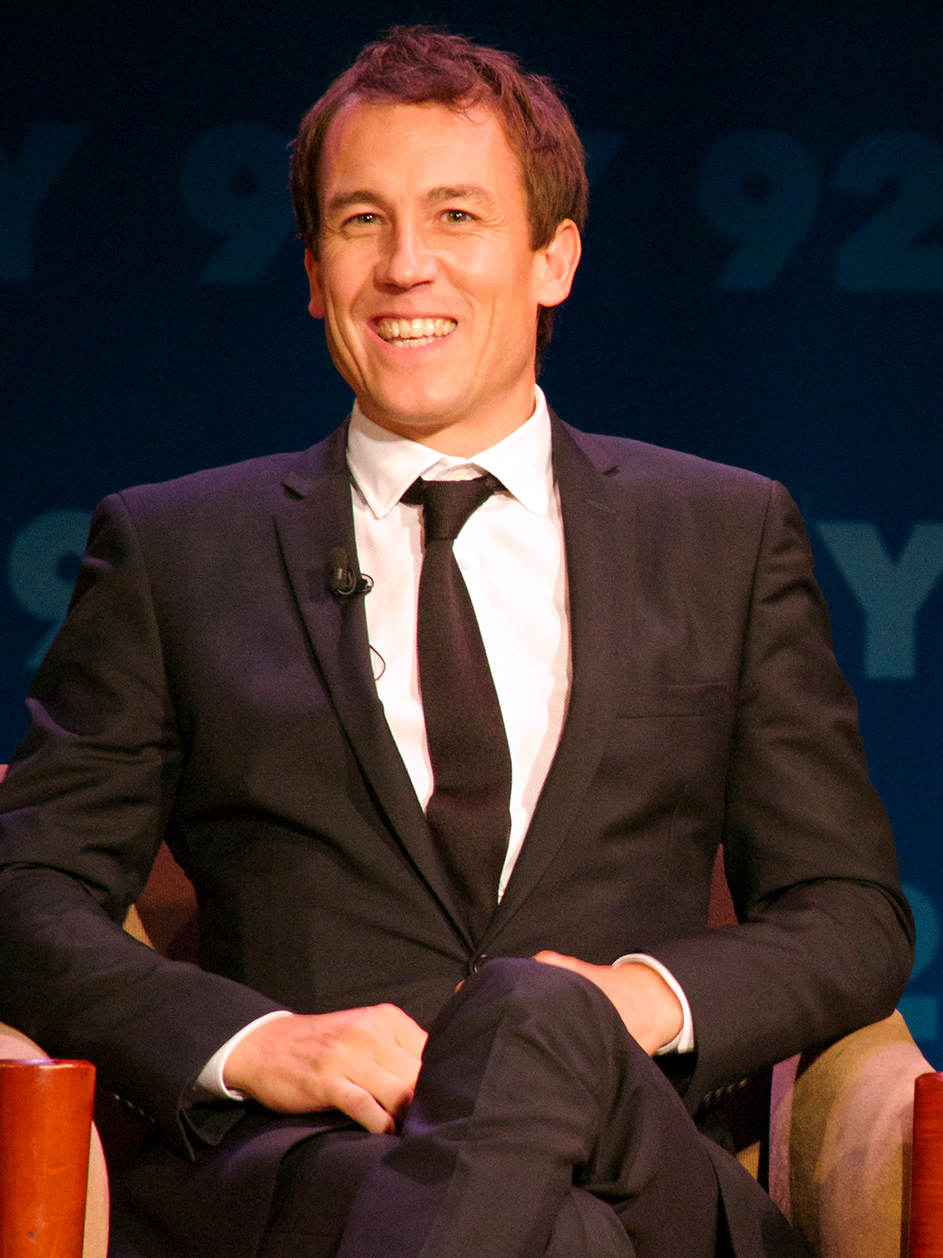
Tobias Menzies interpreta il principe Filippo nella terza e nella quarta stagione.
Jonathan Pryce interpreta il principe Filippo nella quinta e nella sesta stagione.
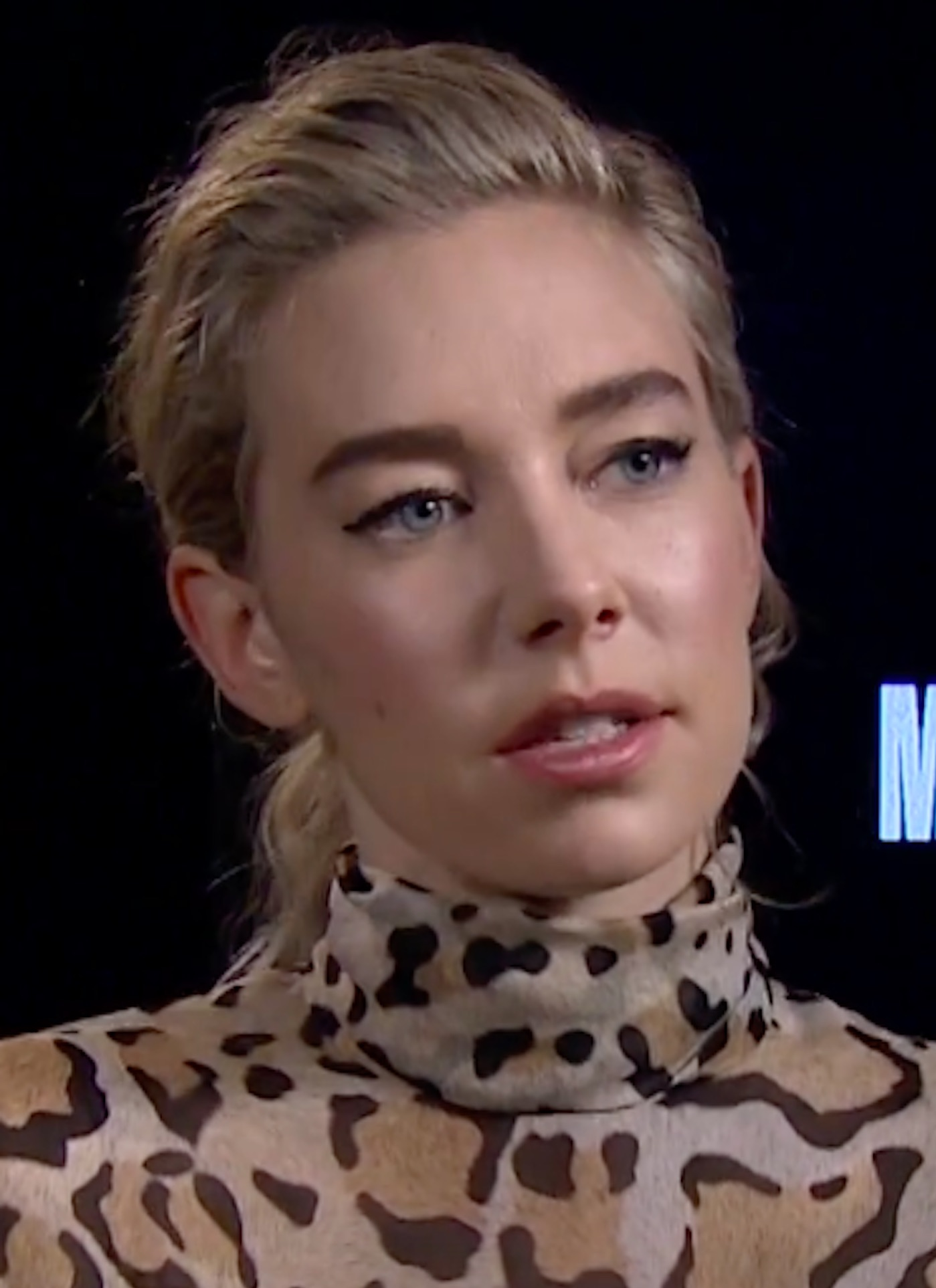
Vanessa Kirby interpreta la principessa Margaret nella prima e nella seconda stagione.
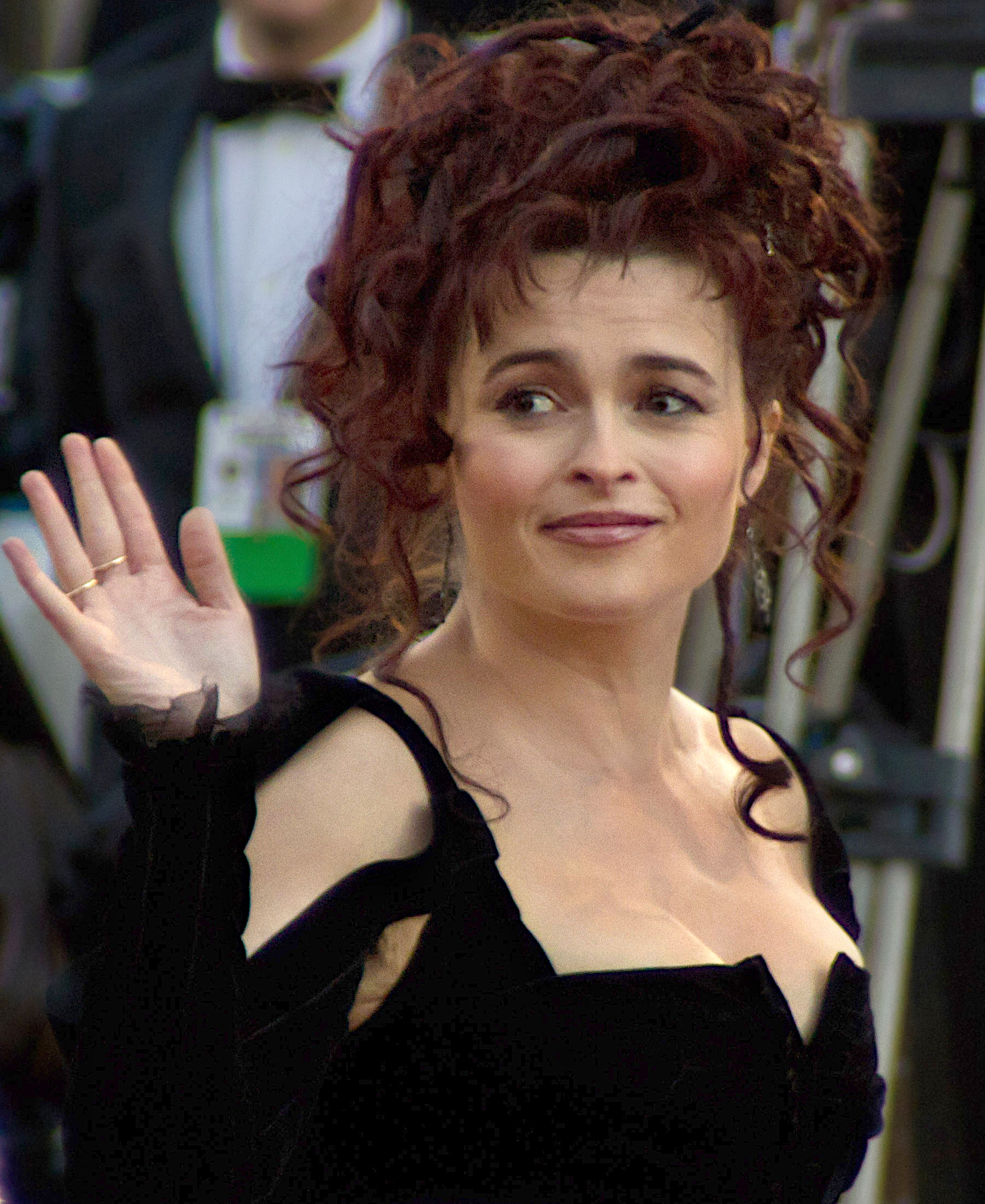
Helena Bonham Carter interpreta la principessa Margaret nella terza e nella quarta stagione.
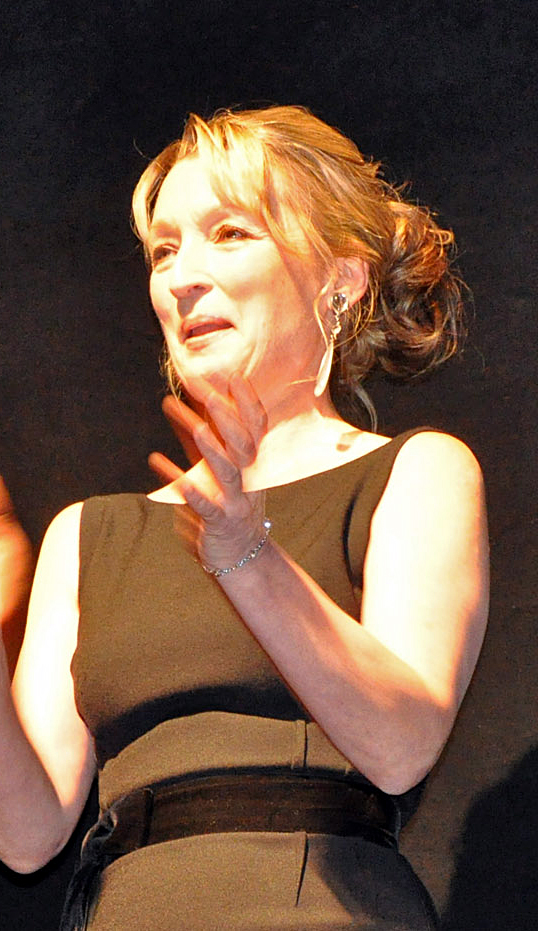
Lesley Manville interpreta la principessa Margaret nella quinta e nella sesta stagione.
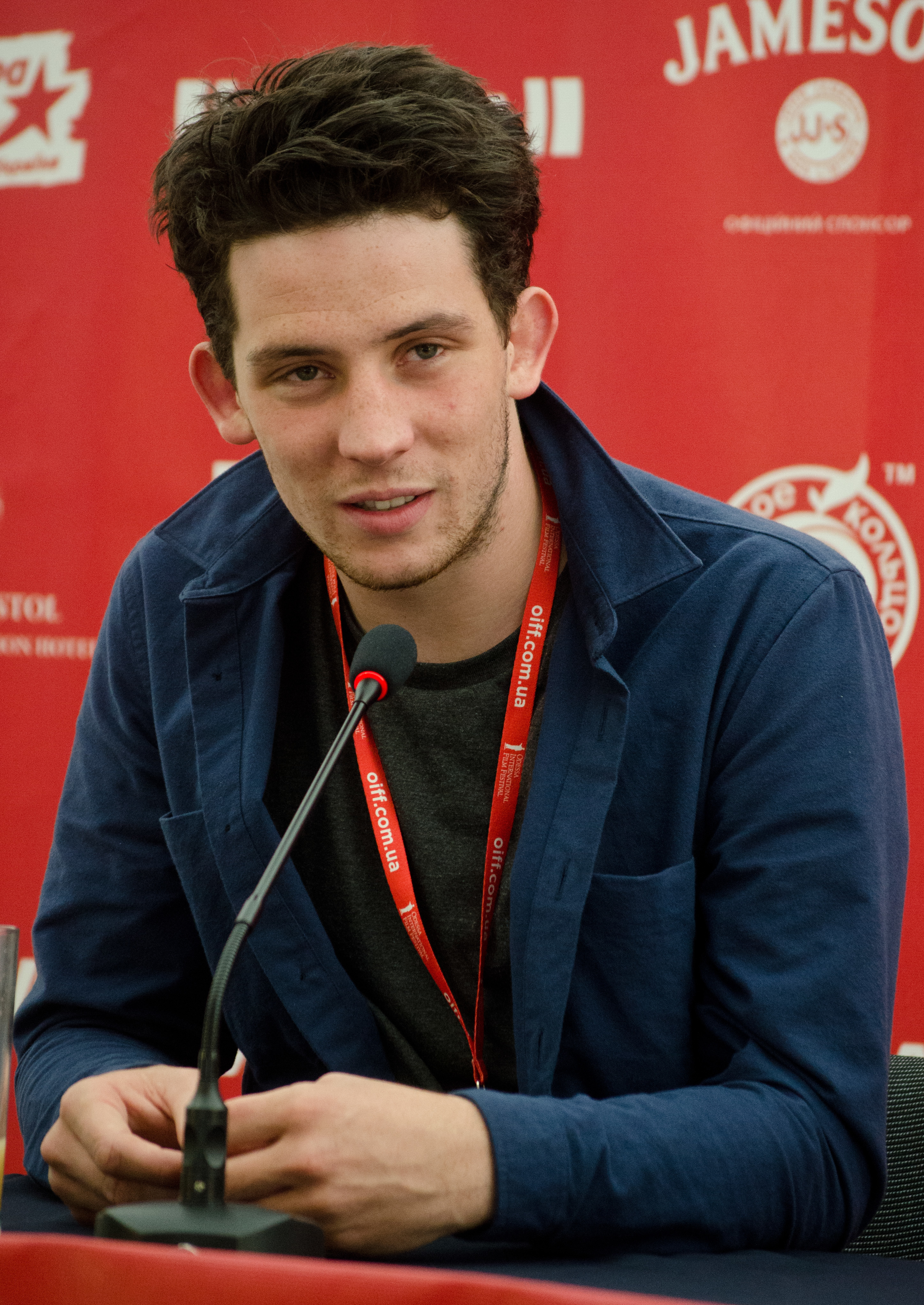
Josh O'Connor interpreta il principe Carlo nella terza e nella quarta stagione.
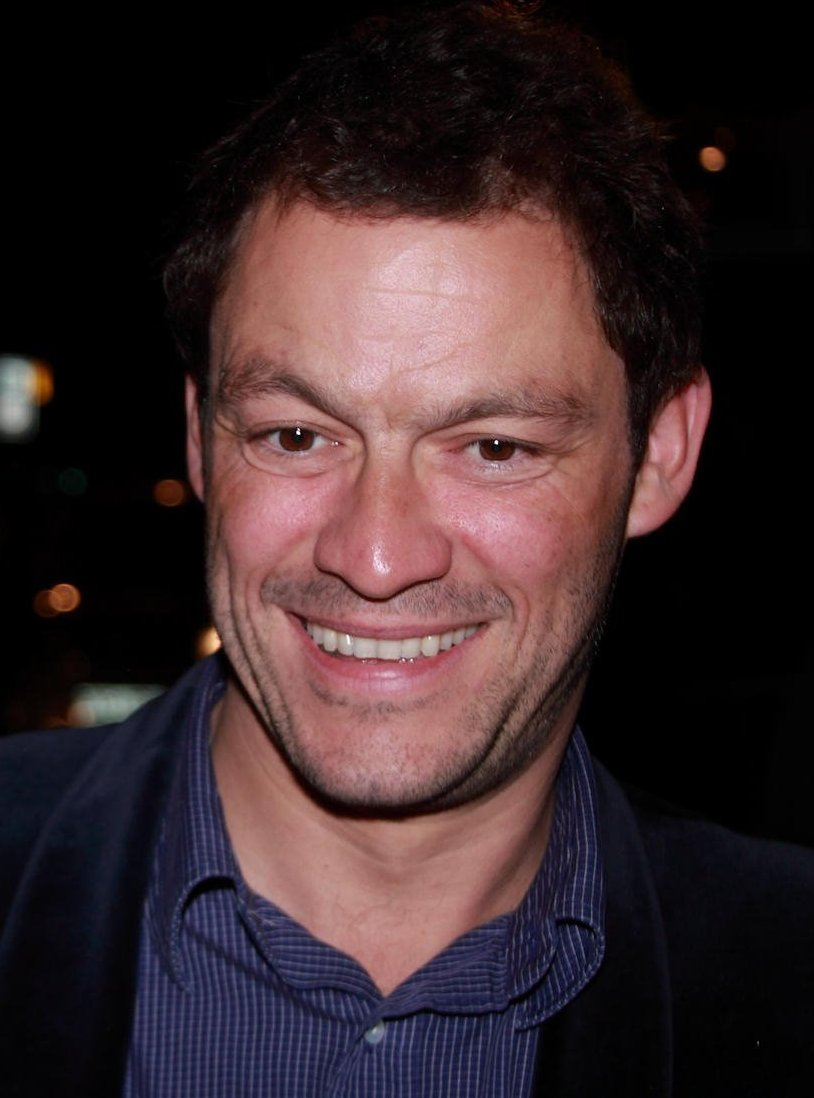
Dominic West interpreta il principe Carlo nella quinta e nella sesta stagione.
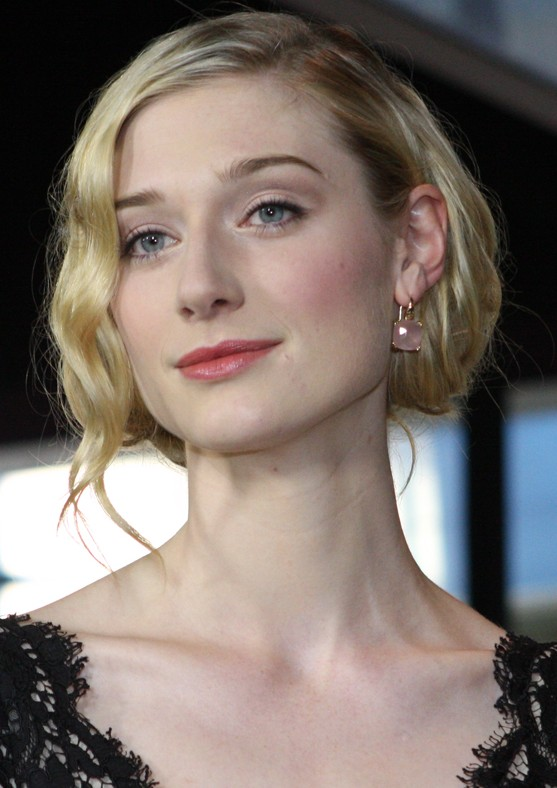
Elizabeth Debicki interpreta Diana Spencer nella quinta e nella sesta stagione.
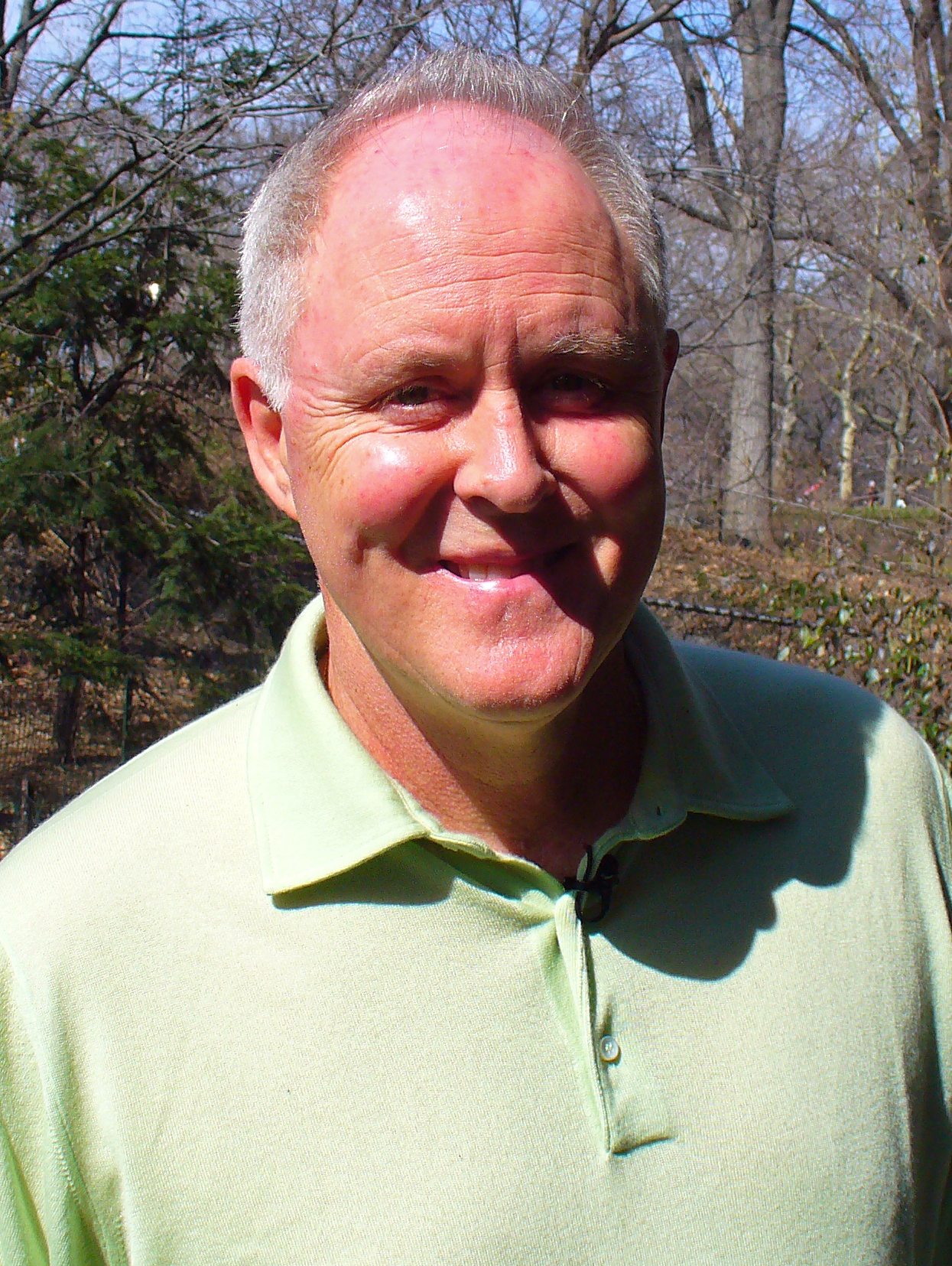
John Lithgow interpreta Winston Churchill.
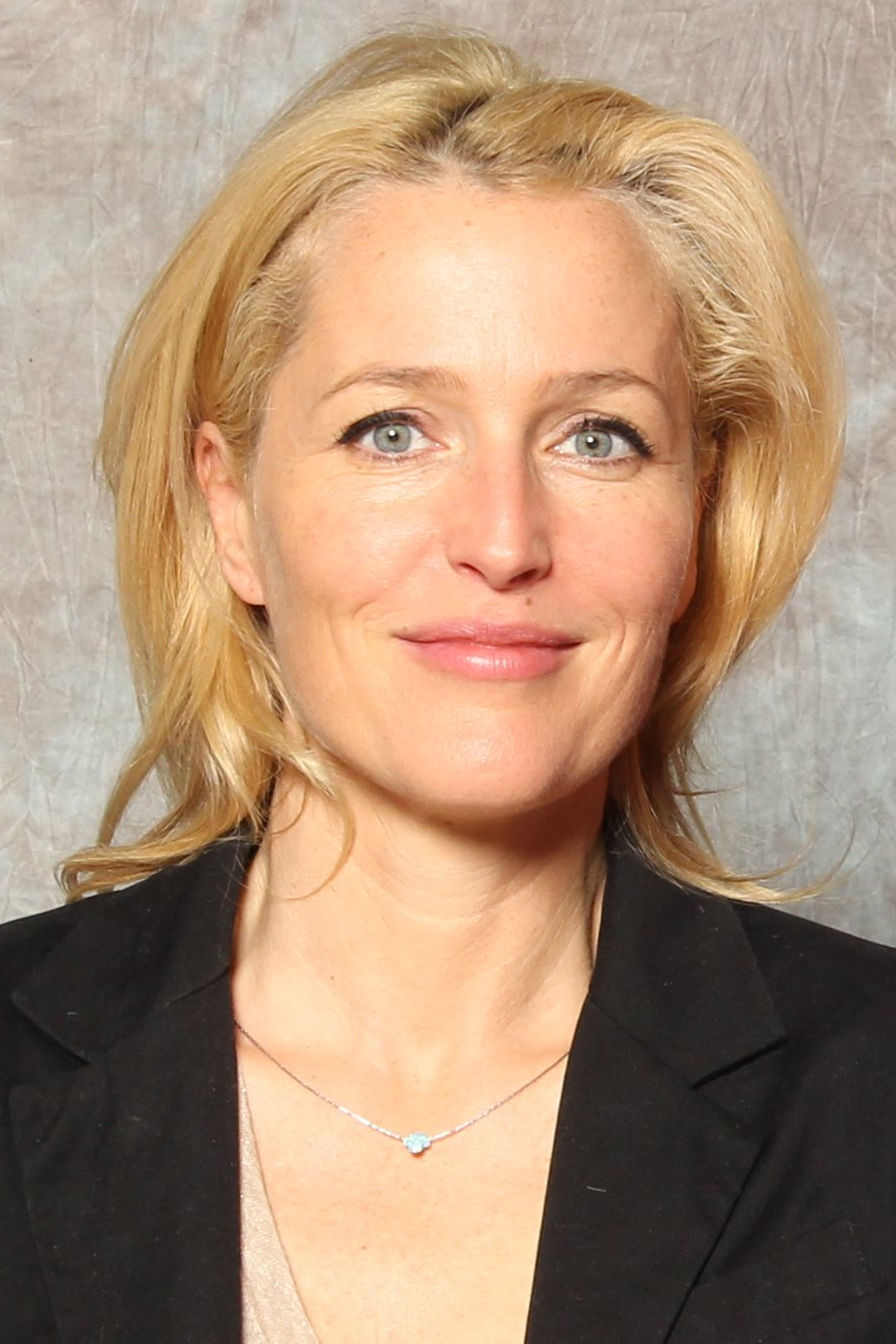
Gillian Anderson interpreta Margaret Thatcher.

#### Personaggi ospiti
Questi personaggi significativi sono apparsi in uno o due episodi per stagione e sono stati accreditati insieme agli interpreti principali.
- Graham Sutherland (stagione 1), interpretato da Stephen Dillane, doppiato da Federico Danti.
- Patricia Campbell (stagione 2), interpretata da Gemma Whelan.
- Lord Altrincham (stagione 2), interpretato da John Heffernan, doppiato da Giorgio Borghetti.
- Billy Graham (stagione 2), interpretato da Paul Sparks, doppiato da Francesco Prando.
- John Fitzgerald Kennedy (stagione 2), interpretato da Michael C. Hall, doppiato da Alessandro D'Errico.
- Jacqueline Kennedy (stagione 2), interpretata da Jodi Balfour, doppiata da Martina Felli.
- Kurt Hahn (stagione 2), interpretato da Burghart Klaussner, doppiato da Stefano De Sando.
- Principe Filippo da ragazzo (stagione 2; ospite stagioni 2-3), interpretato da Finn Elliot, doppiato da Leonardo Della Bianca (stagione 2), Simone Marzola (stagione 3).
- Principe Carlo da ragazzo (stagione 2), interpretato da Julian Baring.
- Principessa Elisabetta da giovane (stagione 2-3, 6), interpretata da Verity Russell stagione (2-3), Viola Prettejohn (stagione 6) , doppiata da Vittoria Bartolomei (stagione 2), Stefania Rusconi (stagione 3), Erica Laiolo (stagione 6).
- Principessa Margaret da giovane (stagione 3, 6), interpretata da Beau Gadsdon, doppiata da Elisa Contestabile (stagione 3), Giulia Bersani (stagione 6).
- Lyndon B. Johnson (stagione 3), interpretato da Clancy Brown, doppiato da Cesare Rasini.
- Principessa Alice di Battenberg (stagione 3, ricorrente stagioni 1-2), interpretata da Jane Lapotaire (stagione 3), Rosalind Knight (ricorrente stagione 1) e da Sophie Leigh Stone (ricorrente stagione 2), doppiata da Lorella De Luca.
- Edward Millward (stagione 3), interpretato da Mark Lewis Jones, doppiato da Riccardo Rovatti.
- Robin Woods (stagione 3), interpretato da Tim McMullan, doppiato da Federico Danti.
- Edward Heath (stagione 3), interpretato da Michael Maloney, doppiato da Riccardo Peroni.
- Andrew Parker Bowles (stagione 3, ricorrente stagione 4-5), interpretato da Andrew Buchan (stagione 3-4) e Daniel Flynn (stagione 5), doppiato da Matteo De Mojana (stagione 3-4) e Valerio Amoruso (stagione 5).
- Roddy Llewellyn (stagione 3, ospite stagione 4), interpretato da Harry Treadaway, doppiato da Matteo De Mojana
- Michael Fagan (stagione 4), interpretato da Tom Brooke, doppiato da Paolo Carenzo.
- Bob Hawke (stagione 4), interpretato da Richard Roxburgh, doppiato da Danilo Bruni.
- Derek "Dazzle" Jennings (stagione 4), interpretato da Tom Burke, doppiato da Sergio Leone.
- Michael Shea (stagione 4), interpretato da Nicholas Farrell, doppiato da Giorgio Melazzi.
- Martin Bashir (stagione 5), interpretato da Prasanna Puwanarajah, doppiato da Paolo Carenzo.
- Carole Middleton (stagione 6), interpretata da Eve Best, doppiata da Nadia Perciabosco.

### Personaggi ricorrenti
- Lord Salisbury (stagioni 1-2), interpretato da Clive Francis, doppiato da Mario Scarabelli.
- Tommy Lascelles (stagioni 1-2; ospite stagione 3), interpretato da Pip Torrens, doppiato da Marco Balzarotti (stagioni 1-2) e da Riccardo Peroni (stagione 3).
- Martin Charteris, interpretato da Harry Hadden-Paton (stagioni 1-2) e da Charles Edwards (stagioni 3-4), doppiato da Patrizio Prata (stagioni 1-2) e da Claudio Moneta (stagioni 3-4).
- Mike Parker (stagioni 1-2), interpretato da Daniel Ings, doppiato da Paolo De Santis.
- Margaret "Bobo" MacDonald (stagioni 1-2), interpretata da Lizzy McInnerny.
- Duca di Norfolk, interpretato da Patrick Ryecart (stagioni 1, 3; ospite stagione 2), doppiato da Carlo Valli (stagioni 1-2).
- Michael Adeane, interpretato da Will Keen (stagioni 1-2) e da David Rintoul (stagione 3), doppiato da Luciano Roffi (stagioni 1-2) e da Paolo Bessegato (stagione 3).
- Dottor John Weir (stagioni 1-2), interpretato da James Laurenson, doppiato da Marco Pagani.
- Cecil Beaton (stagioni 1-2), interpretato da Mark Tandy.
- Clementine Churchill (stagione 1), interpretata da Harriet Walter, doppiata da Rossana Bassani.
- Jock Colville (stagione 1), interpretato da Nicholas Rowe, doppiato da Roberto Accornero.
- Clement Attlee (stagione 1), interpretato da Simon Chandler, doppiato da Giorgio Lopez.
- Venetia Scott (stagione 1), interpretata da Kate Phillips, doppiata da Jasmine Laurenti.
- Geoffrey Fisher, Arcivescovo di Canterbury (stagione 1), interpretato da Ronald Pickup, doppiato da Antonio Paiola e da Pietro Biondi.
- Harry Crookshank (stagione 1), interpretato da Nigel Cooke.
- Lord ciambellano, interpretato da Patrick Drury (stagione 1), da Guy Oliver-Watts (ospite stagione 3) e da Donald Douglas (ospite stagione 4).
- Cyril Garbett, Arcivescovo di York (stagione 1), interpretato da John Woodvine.
- Henry, duca di Gloucester (stagioni 1, 3), interpretato da Andy Sanderson (stagione 1, non accreditato) e da Michael Thomas (stagione 3), doppiato da Riccardo Rovatti (stagione 3).
- Rab Butler (stagioni 1-2), interpretato da Michael Culkin.
- Walter Monckton (stagioni 1-2), interpretato da George Asprey.
- Equerry, interpretato da James Hillier (stagioni 1-2), da Sam Phillips (stagioni 3-4) e da Daniel Fraser (stagione 4).
- Signor Collins (stagione 1), interpretato da Jo Stone-Fewings.
- Clarissa Eden (stagione 1; ospite stagione 2), interpretata da Anna Madeley.
- Arthur Michael Ramsey, vescovo di Durham (stagione 1), interpretato da Tony Guilfoyle.
- Billy Wallace, interpretato da Nick Hendrix (stagione 1) e da Tom Durant-Pritchard (ospite stagione 2), doppiato da Luca Bottale (stagione 2).
- Johnny Dalkeith (stagione 1; ospite stagione 2), interpretato da Josh Taylor.
- Colin Tennant, interpretato da David Shields (stagione 1), da Pip Carter (ospite stagione 2) e da Richard Teverson (ospite stagioni 3-4).
- Bill Mattheson (stagione 1), interpretato da Paul Thornley.
- Eileen Parker (stagione 2), interpretata da Chloe Pirrie, doppiata da Chiara Gioncardi.
- Anthony Nutting (stagione 2), interpretato da Nicholas Burns.
- Master of the Household (stagione 2; ospite stagione 1), interpretato da Michael Bertenshaw.
- Edwina Ashley (stagione 2), interpretata da Lucy Russell.
- Conolly Abel Smith (stagione 2), interpretato da Adrian Lukis.
- Principe Andrea di Grecia e Danimarca (stagione 2), interpretato da Guy Williams.
- Principessa Cecilia di Grecia e Danimarca (stagione 2, ospite stagione 3), interpretata da Leonie Benesch.
- Meryn Lewis (stagione 2), interpretato da Simon Paisley Day.
- Dorothy Macmillan (stagione 2), interpretata da Sylvestra Le Touzel, doppiata da Angiola Baggi.
- Elizabeth Cavendish (stagione 2), interpretata da Catherine Bailey.
- Henry "Porchey" Herbert, interpretato da Joseph Kloska (stagione 2, ospite stagione 1), da John Hollingworth (ospite stagione 3), da Joe Edgar (stagione 6) e da Tim Bentinck (stagione 6).
- Bob Boothby (stagione 2), interpretato da Paul Clayton.
- Camilla Fry (stagione 2), interpretata da Yolanda Kettle, doppiata da Domitilla D'Amico.
- Jeremy Fry (stagione 2), interpretato da Ed Cooper Clarke.
- Dudley Moore (stagione 2), interpretato da Ryan Sampson.
- John Profumo (stagione 2), interpretato da Tim Steed, doppiato da Federico Danti.
- Freddie Bishop (stagione 2), interpretato da Robert Irons.
- Jim Orr (stagione 2), interpretato da Oliver Maltman e da Kit Redding.
- Alec Douglas-Home (stagione 2), interpretato da David Annen.
- Stephen Ward (stagione 2), interpretato da Richard Lintern, doppiato da Francesco Prando.
- Marina, duchessa di Kent (stagione 2), interpretata da Clare Holman.
- Anne Tennant, Baronessa Glenconner (stagioni 2-6), interpretata da Grace Stone (stagione 2), Nancy Carroll (stagioni 3-4) e Imogen Stubbs (stagioni 5-6), doppiata da Renata Bertolas (stagione 3-4) e Elda Olivieri (stagione 5-6).
- Alice, duchessa di Gloucester (stagioni 3-4), interpretata da Penny Downie, doppiata da Patrizia Scianca.
- Winkie (stagione 3), interpretato da Alan Gill, doppiato da Giorgio Bonino.
- Blinkie (stagione 3), interpretata da Pippa Winslow, doppiata da Francesca Perilli.
- Tony Benn (stagione 3), interpretato da Mark Dexter.
- Barbara Castle (stagione 3), interpretata da Lorraine Ashbourne, doppiata da Stefania Patruno
- Richard Crossman (stagione 3), interpretato da Aden Gillett.
- Marcia Williams (stagione 3), interpretata da Sinéad Matthews, doppiata da Renata Bertolas
- George Thomas (stagione 3), interpretato da David Charles.
- George Thomson (stagione 3), interpretato da Stuart McQuarrie.
- Sydney Johnson (stagioni 3, 5), interpretato da adulto da Connie M'Gadzah (stagione 3) e da Jude Akuwudike (stagione 5), da giovane da Joshua Kekana (stagione 5), doppiato da Marco Pagani (stagione 5).
- Principe Edoardo, interpretato da Angus Imrie (stagione 4), Sidney Jackson (ospite stagione 3) e da Sam Woolf (stagioni 5-6), doppiato da Dario Sansalone.
- Principe Andrea, interpretato da Thomas Byrne (stagione 4), Marlo Woolley (ospite stagione 3) e da James Murry (stagioni 5-6), doppiato da Alessandro Pili e da Andrea Colombo Giardinelli.
- Mark Thatcher (stagione 4), interpretato da Freddie Fox, doppiato da Giuseppe Palasciano.
- Carol Thatcher (stagione 4), interpretata da Rebecca Humphries, doppiata da Giuliana Atepi.
- Principe William da bambino (stagioni 4-6), interpretato da Elliott Hughes e Jasper Hughes (stagione 4), da Lucas Barber-Grant (stagione 4), da Senan West (stagione 5) e Rufus Kampa (stagione 6), doppiato da Iacopo Cioni (stagione 5), Sebastiano Tamburrini (stagione 6).
- Principe Harry da bambino (stagioni 4-6), interpretato da Arran Tinker (stagione 4), Fflyn Edwards (stagione 6), doppiato da Lorenzo Mancini (stagione 5).
- Lady Sarah McCorquodale, nata Spencer (stagioni 4; 6), interpretata da Isobel Eadie (stagione 4) e da Justine Mitchell (stagione 6), doppiata da Giulia Bersani (stagione 4).
- Edward Adeane (stagione 4), interpretato da Richard Goulding, doppiato da Edoardo Lomazzi.
- Virginia Pitman (stagione 4), interpretata da Letty Thomas, doppiata da Elena Mancuso.
- Carolyn Pride (stagione 4), interpretata da Allegra Marland, doppiata da Laura Cherubelli.
- Ann Bolton (stagione 4), interpretata da Flora Higgins.
- Mark Phillips (stagione 4), interpretato da Geoffrey Breton.
- Bernard Ingham (stagione 4), interpretato da Kevin McNally.
- Sir Geoffrey Howe (stagione 4), interpretato da Paul Jesson, doppiato da Marco Balbi.
- Jim Prior (stagione 4), interpretato da Nicholas Day.
- Lord Hailsham (stagione 4), interpretato da Richard Syms.
- Lord Soames (stagione 4), interpretato da Peter Pacey.
- John Nott (stagione 4), interpretato da Paul Bigley.
- Willie Whitelaw (stagione 4), interpretato da Don Gallagher.
- Francis Pym (stagione 4), interpretato da Guy Siner.
- Ruth, Lady Fermoy (stagione 4), interpretata da Georgie Glen, doppiata da Adele Pellegatta.
- John Moore (stagione 4), interpretato da Dugald Bruce-Lockhart.
- Wendy Mitchell (stagione 4), interpretata da Judith Paris, doppiata da Elda Olivieri.
- Charles Powell (stagione 4), interpretato da Dominic Rowan, doppiato da Valerio Amoruso.
- Sir Shridath Ramphal (stagione 4), interpretato da Tony Jayawardena.
- Sarah Lindsay (stagione 4), interpretata da Alana Ramsey.
- Sarah Ferguson (stagione 4), interpretata da Jessica Aquilina (stagione 4) e da Emma Laird Craig (stagione 5), doppiata da Giulia Bersani (stagione 4).
- Patrick Jephson (stagione 4), interpretato da Tom Turner, doppiato da Matteo Ferrando.
- Dickie Arbiter (stagione 4), interpretato da David Phelan.
- Robert Fellowes (stagioni 5-6), interpretato da Andrew Havill, doppiato da Donato Sbodio.
- Timothy Laurence (stagioni 5-6), interpretato da Theo Fraser Steele.
- Norma Major (stagione 5), interpretata da Flora Montgomery.
- Mohamed Al-Fayed da giovane (stagione 5), interpretato da Amir El-Masry.
- Heini Wathén-Fayed (stagione 5), interpretata da Hanna Alström, doppiata da Renata Bertolas.
- Samira Khashoggi (stagione 5), interpretata da Chayma Abdelkarimi.
- Adnan Khashoggi (stagione 5), interpretato da Ahmed Ghozzi.
- Ali-Ali Al-Fayed (stagione 5), interpretato da Abdelatif Hwidar.
- Ali Al-Fayed (stagione 5), interpretato da Mohammed Kamel (adulto) e da Moemen Hesham (giovane).
- Salah Al-Fayed (stagione 5), interpretato da Semo Salha (adulto) e da Said Chatiby (giovane).
- Laura Parker Bowles (stagioni 5-6), interpretata da Emilia Lazenby (stagione 5) e Clementine Blake (stagione 6).
- Tom Parker Bowles (stagioni 5-6), interpretato da James Harper-Jones (stagione 5) e Bert Seymour (stagione 6).
- Norton Knatchbull (stagione 5), interpretato da Elliot Cowan, doppiato da Edoardo Lomazzi.
- Leonora Knatchbull (stagione 5), interpretata da Clara Graham, doppiata da Sabina Cattaneo.
- Nicholas Knatchbull (stagione 5), interpretato da Edward Powell, doppiato da Gregorio Cattaneo
- Alexandra Knatchbull (stagione 5), interpretata da Elodie Vickers, doppiata da Sofia Elfriede Bocchiola.
- Monique Ritz (stagione 5), interpretata da Philippine Leroy-Beaulieu, doppiata da Stefania Patruno.
- Zar Nicola II di Russia (stagione 5), interpretato da Aleksey Dyakin.
- Zarina Aleksandra Romanova (stagione 5), interpretata da Anja Antonowicz.
- Granduchessa Ol'ga Nikolaevna Romanova (stagione 5), interpretata da Anastasia Everall.
- Granduchessa Tat'jana Nikolaevna Romanova (stagione 5), interpretata da Julia Haworth.
- Granduchessa Marija Nikolaevna Romanova (stagione 5), interpretata da Tamara Sulkhanishvili.
- Granduchessa Anastasija Nikolaevna Romanova (stagione 5), interpretata da Amy Fourman.
- Cesarevič Aleksej Nikolaevič Romanov (stagione 5), interpretato da William Biletsky.
- Evgenij Botkin (stagione 5), interpretato da Oleg Mirochnikov.
- Jakov Jurovskij (stagione 5), interpretato da Gediminas Adomaitis.
- Boris El'cin (stagione 5), interpretato da Anatoliy Kotenyov.
- Naina El'cina (stagione 5), interpretata da Marina Shimanskaya.
- Re Giorgio V (stagione 5), interpretato da Richard Dillen, doppiato da Guido Ruberto.
- Lord Stamfordham (stagione 5), interpretato da Nicholas Lumley
- Hasnat Khan (stagione 5), interpretato da Humayun Saeed, doppiato da Luca Ghignone.
- Charles Spencer (stagioni 5-6), interpretato da Philip Cumbus, doppiato da Matteo Garofalo.
- John Birt (stagione 5), interpretato da Nicholas Gleaves, doppiato da Giorgio Bonino
- Marmaduke "Duke" Hussey (stagione 5), interpretato da Richard Cordery, doppiato da Sergio Troiano.
- Lady Susan Hussey (stagione 5), interpretata da Haydn Gwynne, doppiata da Lorella De Luca.
- Andrew Morton (stagione 5), interpretato da Andrew Steele, doppiato da Fabrizio Odetto.
- Conte di Airlie (stagione 5), interpretato da Martin Turner.
- Kelly Fisher (stagioni 5-6), interpretata da Erin Richards, doppiata da Elena Cavalli Carbone.
- Cherie Blair (stagioni 5-6), interpretata da Lydia Leonard, doppiata da Elisabetta Spinelli.
- George Carey, Arcivescovo di Canterbury (stagioni 5-6), interpretato da Richard Rycroft
- Trevor Rees-Jones (stagioni 5-6), interpretato da Harry Anton, doppiato da Andrea De Nisco.
- Robin Janvrin (stagione 6), interpretato da Jamie Parker.
- Pippa Middleton (stagione 6), interpretata da Matilda Broadbridge.
- Mario Brenna (stagione 6), interpretato da Enzo Cilenti.
- Duncan Muir (stagione 6), interpretato da Forbes Masson.
- Susie Orbach (stagione 6), interpretata da Kate Cook.
- Henri Paul (stagione 6), interpretato da Yoann Blanc.
- Jane Fellowes, nata Spencer (stagione 6), interpretata da Annette Flynn.
- Alastair Campbell (stagione 6), interpretato da Adam Damerell.
- Anji Hunter (stagione 6), interpretata da Charlotte Melia.
- Michael Jay (stagione 6), interpretato da Eric Colvin.
- Jean-Pierre Chevènement (stagione 6), interpretato da Christophe Guybet.
- Jacques Chirac (stagione 6), interpretato da Laurent C. Lucas.
- Lola Airedale-Cavendish-Kincaid (stagione 6), interpretato da Honor Swinton Byrne.
- Peter Townsend da giovane (stagione 6), interpretato da Hamish Riddle.
- John Stevens, barone Stevens di Kirkwhelpington (stagione 6), interpretato da Lorcan Cranitch.
- Duca di Norfolk (stagione 6), interpretato da Jonathan Hyde.
- Rowan Williams, Arcivescovo di Canterbury (stagione 6), interpretato da Richard Heap.
- David Stancliffe, Vescovo di Salisbury (stagione 6), interpretato da Julian Wadham.

## Produzione

### Sviluppo
Peter Morgan cominciò a pianificare una serie incentrata sulla famiglia reale britannica dopo aver realizzato lo spettacolo teatrale The Audience, basato sugli incontri settimanali tra la regina Elisabetta e i primi ministri che si sono succeduti durante il suo regno. Inizialmente Morgan pensò di realizzare una pellicola facendo ruotare la storia sul rapporto tra la regina e Winston Churchill, ma scrivendo si rese conto della vastità del materiale e decise di realizzare una serie televisiva. Morgan ideò la serie pensando a sei stagioni da dieci episodi ciascuna, che descrivessero la vita della regina Elisabetta dal 1947 ad oggi, con l'idea di sostituire l'attrice principale ogni due stagioni.
Nel maggio 2014 venne riportato che Netflix era in trattative con la Sony Pictures Television per la produzione della serie. Nel novembre 2014 Netflix ordinò ufficialmente la serie, dando via libera per la produzione di due stagioni. Al suo debutto, The Crown fu la serie televisiva più costosa mai realizzata fino ad allora, con un bilancio stimato di 130 milioni di dollari a stagione; il primato è stato superato nel 2022 dalla serie Il Signore degli Anelli - Gli Anelli del Potere.
Il 31 gennaio 2020 Peter Morgan aveva dichiarato di voler anticipare la conclusione della serie con la quinta stagione. Tuttavia, a luglio dello stesso anno è stato annunciato dallo stesso Morgan e da Netflix che sarebbe stata prodotta invece anche una sesta e ultima stagione, riprendendo così il progetto originale.

### Interpreti
Nel novembre 2014 venne riportato che Claire Foy avrebbe interpretato la regina Elisabetta nei primi anni del suo regno. Nel maggio 2015 Vanessa Kirby entrò nel cast come interprete della principessa Margaret. Nel giugno 2015 venne confermato l'ingaggio di Foy insieme a Matt Smith e John Lithgow nei panni di Philip Mountbatten e Winston Churchill. Nella seconda stagione si uniscono Matthew Goode nei panni di Antony Armstrong-Jones, I conte di Snowdon, Michael C. Hall nei panni di John Fitzgerald Kennedy, Jodi Balfour nel ruolo di Jacqueline Kennedy, e Anton Lesser nel ruolo di Harold Macmillan.
Nell'ottobre 2017 venne annunciato che Olivia Colman avrebbe sostituito Foy come interprete della regina Elisabetta nella terza e nella quarta stagione. Nel gennaio 2018 vengono annunciate altre sostituzioni: Helena Bonham Carter e Paul Bettany avrebbero ricoperto i ruoli della principessa Margherita e del principe Filippo, andando a sostituire Vanessa Kirby e Matt Smith. Ma poco dopo Bettany si trovò costretto a rinunciare alla parte a causa di altri impegni, lasciando il posto a Tobias Menzies. A maggio venne confermata la presenza della Bonham Carter e la presenza nella terza stagione di Jason Watkins nel ruolo del primo ministro Harold Wilson. A partire da giugno si aggiunsero al cast Ben Daniels nel ruolo di Antony Armstrong-Jones, marito della principessa Margaret; Erin Doherty nella parte della principessa Anna, e infine Josh O'Connor e Marion Bailey in quelli di Carlo, principe di Galles e della regina madre Elisabetta, andando quest'ultima a sostituire Victoria Hamilton, nella terza e quarta stagione. Nell'ottobre 2018 Emerald Fennell è stata scelta per il ruolo di Camilla Shand, seguita nel 2019 da Gillian Anderson in quello del primo ministro conservatore Margaret Thatcher e dall'esordiente Emma Corrin nel ruolo iconico di Diana Spencer. Poco dopo alcune foto delle scene della quarta stagione hanno confermato il ritorno di Claire Foy nei panni di Elisabetta in un'analessi della quarta stagione.
A febbraio 2020 è stato annunciato che Imelda Staunton avrebbe sostituito Olivia Colman nel ruolo della regina Elisabetta nella quinta e sesta stagione, le ultime due della serie. A luglio 2020 è stato annunciato che Lesley Manville avrebbe sostituito Helena Bonham Carter nel ruolo della principessa Margaret. Ad agosto 2020 è stato rivelato che Jonathan Pryce e Elizabeth Debicki avrebbero interpretato rispettivamente il principe Filippo e la principessa Diana nelle ultime due stagioni.

### Riprese
La serie è girata in numerosi luoghi nel Regno Unito, tra cui Londra, Guildford, le contee di Hertfordshire e Aberdeenshire e negli Studii Elstree di Borehamwood. Gli episodi della prima stagione vennero diretti da Stephen Daldry, Philip Martin, Julian Jarrold e Benjamin Caron.
Si stima che circa il 25% della prima stagione sia stato girato agli Elstree Studios di Borehamwood, nell'Hertfordshire, mentre il resto è stato girato sul posto, per un totale di 152 giorni. Le scene per gli alloggi privati, l'interno di un jet privato, la stanza del gabinetto e l'esterno di 10 Downing Street, sono stati costruiti presso gli Elstree Studios, mentre Lancaster House, Wrotham Park e Wilton House sono stati utilizzati per sostituire Buckingham Palace. La Cattedrale di Ely e la Cattedrale di Winchester hanno sostituito l'Abbazia di Westminster, mentre le località in Sudafrica fungevano anche da Kenya. Altre località nel Regno Unito includevano il Belvoir Castle, Waddesdon Manor, Eltham Palace, il Royal Naval College, Goldsmiths 'Hall, Aeroporto di Shoreham, Castello di New Slains, Balmoral Castle, Cruden Bay, Lyceum Theatre, Loseley Park, Hatfield House, the Historic Dockyard Chatham, la Cattedrale di Southwark, Ardverikie House, Englefield House, il Wellington College, la Great Central Railway e Glenfeshie Estate. Le riprese della seconda stagione sono iniziate all'inizio di ottobre 2016. Ogni episodio delle prime due stagioni sarebbe stato girato in circa 22 giorni, con un costo di produzione di circa 5 milioni di sterline ciascuno. Le riprese della terza stagione sono iniziate a luglio 2018 e si sono concluse a febbraio 2019. Le riprese della quarta stagione sono iniziate ad agosto 2019 e si sono concluse a marzo 2020. I luoghi delle riprese utilizzati per sostituire le ambientazioni straniere includevano Manchester (New York City), Málaga e Almería (Sydney e altre ambientazioni australiane), così come Atlanterra, Cadice (Mustique). Le riprese della quinta stagione sono iniziate nel luglio 2021. L'interruzione annuale delle riprese tra la fine della quarta stagione e l'inizio della quinta stagione è stata inserita nel programma di produzione della serie e non era correlata alla pandemia di COVID-19. Il 16 febbraio 2022, gli oggetti precedentemente utilizzati nella produzione della serie sono stati rubati da tre veicoli, la maggior parte dei quali è stata descritta come "di valore limitato per la rivendita", ma "sono preziosi come pezzi per l'industria cinematografica britannica". I luoghi presenti nella quinta serie includevano Cobham Hall, che fungeva anche da Eton College, e l'Historic Dockyard a Chatham, entrambi nel Kent. Le riprese della sesta stagione sono iniziate nell'agosto 2022, ma Morgan ha notato che si aspettava che si interrompesse per un periodo di tempo a settembre dopo la morte di Elisabetta II "per rispetto". Nell'ottobre 2022, è stato riferito che gli eventi appena prima e subito dopo la morte di Diana, Principessa del Galles a Parigi sarebbero stati girati per la sesta stagione.
La rievocazione della rimozione del polmone canceroso di re Giorgio VI, originariamente eseguita da Sir Clement Price Thomas, è stata studiata e pianificata da Pankaj Chandak, uno specialista in chirurgia dei trapianti presso il Guy's Hospital di Londra. Chandak e il suo team chirurgico sono poi diventati parte della scena reale girata per lo spettacolo. Il modello chirurgico del re Giorgio VI è stato donato al Gordon Museum of Pathology nel King's College di Londra per essere utilizzato come sussidio didattico.
Gran parte della serie è girata in località in tutto il Regno Unito. Le scene ambientate a Palazzo Buckingham sono girate prevalentemente a Casa Lancaster, al Parco Wrotham e a Casa Wilton, oltre che in scene ricostruite in studio. Le scene del matrimonio tra Elisabetta e Filippo, ambientate nell'abbazia di Westminster, vennero girate nella cattedrale di Ely. Le scene ambientate in Kenya vennero girate a Città del Capo, in Sudafrica. Altri posti usati nella serie includono Palazzo Eltham, il Royal Naval College, Goldsmiths' Hall, l'aeroporto di Shoreham, New Slains Castle, il castello di Balmoral, Cruden Bay, il Lyceum Theatre, Loseley Park, Hatfield House, Chatham Dockyard, la cattedrale di Southwark, la Casa Ardverikie, Englefield House e Glenfeshie Estate.

### Colonna sonora
I compositori della colonna sonora della serie variano da stagione a stagione. Il tema principale della serie è di Hans Zimmer.
| Compositori per stagione      | Compositori per stagione | Compositori per stagione | Compositori per stagione | Compositori per stagione | Compositori per stagione |
| 1ª                            | 2ª                       | 3ª                       | 4ª                       | 5ª                       | 6ª                       |
| ----------------------------- | ------------------------ | ------------------------ | ------------------------ | ------------------------ | ------------------------ |
| Hans Zimmer (tema principale) |                          |                          |                          |                          |                          |
| Rupert Gregson-Williams       | Rupert Gregson-Williams  | Martin Phipps            | Martin Phipps            | Martin Phipps            | Martin Phipps            |
|                               | Lorne Balfe              |                          |                          |                          |                          |

#### The Crown: Season One (Soundtrack from the Netflix Original Series)
Il 4 novembre 2016 venne pubblicato per lo scaricamento digitale l'album della colonna sonora della prima stagione della serie.
Tema principale di Hans Zimmer, musiche composte da Rupert Gregson-Williams.
Tracce
1. Hans Zimmer – The Crown Main Title – 1:24
2. Duck Shoot – 4:07
3. Sagana – 4:32
4. Government – 4:06
5. The Letter – 7:56
6. Limerick – 2:49
7. Edward Returns – 2:02
8. In This Together – 5:59
9. Margaret and Townsend – 3:13
10. The Anointing – 5:13
11. Someone Remarkable – 4:15
12. Where Does That Leave Me? – 1:39
13. Margaret Calls Elizabeth – 4:01
14. Bit of Fluff – 2:30
15. Dressing Down – 3:09
16. Mary is Dead – 1:45
17. Mary and Edward – 3:31
18. Chasing Margaret – 1:27
19. Head of the Family – 2:41

#### The Crown: Season Two (Soundtrack from the Netflix Original Series)
L'8 dicembre 2017 venne pubblicato per lo scaricamento digitale l'album della colonna sonora della seconda stagione della serie.
Musiche composte da Rupert Gregson-Williams e Lorne Balfe.
Tracce
1. Bounden Duty – 3:35
2. Dismissed – 3:40
3. The Downfall – 6:19
4. Homesick – 3:41
5. Your Majesty – 4:14
6. Headlines – 4:24
7. Radio Speech – 3:50
8. Future King – 2:21
9. Christmas Message – 3:58
10. New Guinea Match – 1:56
11. We Shall Go to War – 2:17
12. Be My Portrait – 2:37
13. Philip's Dream – 3:00
14. Princess Margaret – 3:01
15. Critical Article – 1:23
16. I Have No Choice – 3:27
17. A New Chapter – 1:56
18. Bring Him Home – 3:09

#### The Crown: Season Three (Soundtrack from the Netflix Original Series)
Il 22 novembre 2019 venne pubblicato per lo scaricamento digitale l'album della colonna sonora della terza stagione della serie.
Musiche composte da Martin Phipps.
Tracce
1. New Queen – 3:56
2. Black Widow – 2:01
3. The Establishment – 2:58
4. Charles – 2:23
5. Aberfan – 6:14
6. Sisters – 3:00
7. Philip – 3:03
8. Simple Harp – 2:29
9. Stretched Choir – 2:13
10. Bodies – 3:41
11. Roddy – 3:05
12. Princess – 1:53
13. Mountbatten – 1:40
14. Alice – 2:40
15. Man on the Moon – 4:09
16. Better for Everyone – 2:37

#### The Crown: Season Four (Soundtrack from the Netflix Original Series)
Il 20 novembre 2020 venne pubblicato per lo scaricamento digitale l'album della colonna sonora della quarta stagione della serie.
Musiche composte da Martin Phipps.
Tracce
1. War – 2:57
2. Fairytale – 4:49
3. The Diana Effect – 2:25
4. Simple Harp Variation No. 1 – 2:35
5. Voices – 3:32
6. Hereditary – 1:45
7. The Whole Of Me – 3:24
8. Commonwealth – 3:53
9. Fred & Gladys – 2:40
10. Daggers – 2:35
11. Tremulus – 2:37
12. Queen vs PM – 5:37
13. Simple Harp Variation No. 2 – 2:32
14. Your Royal Highness – 2:22

#### The Crown: Season Five (Soundtrack from the Netflix Original Series)
Il 9 novembre 2022 venne pubblicato per lo scaricamento digitale l'album della colonna sonora della quinta stagione della serie.
Musiche composte da Martin Phipps.
Tracce
1. Actually Her – 3:12
2. Feet Up – 3:11
3. Al Fayed – 3:15
4. A Companion – 1:54
5. Ipatiev House – 3:30
6. To The Grave – 2:56
7. Forty Years – 3:14
8. Gunpowder – 3:31
9. Hasnat – 3:02
10. Outsiders – 3:30
11. Carriages – 3:19
12. Voices (Remix) – 3:48

#### The Crown: Season Six (Soundtrack from the Netflix Original Series)
Il 14 dicembre 2023 venne pubblicato per lo scaricamento digitale l'album della colonna sonora della sesta stagione della serie.
Musiche composte da Martin Phipps.
Tracce
1. William – 2:27
2. Charles&Camilla – 2:08
3. Lost in Space – 3:19
4. Mohamed's Drum – 5:19
5. Holding Hands – 3:32
6. Queen's Speech – 3:37
7. Chorale – 2:18
8. Sacrifice – 3:08
9. Orders&Customs – 2:34
10. Limerick Re-Imagined – 2:36
11. Funeral Preparations – 4:29
12. Leave You to It (Sleep Dearie Sleep) – 4:18

## Distribuzione
La prima stagione di The Crown è stata pubblicata interamente il 4 novembre 2016 in tutti i territori in cui Netflix è disponibile; la serie è disponibile anche in Ultra HD 4K. Nel Regno Unito i primi due episodi vennero inoltre distribuiti nelle sale cinematografiche il 1º novembre 2016. La seconda stagione è stata pubblicata interamente l'8 dicembre 2017.
In seguito a una pausa di due anni, corrispondente al cambio degli interpreti e al salto temporale rispetto agli eventi narrati, la terza stagione è stata distribuita il 17 novembre 2019, seguita dalla quarta il 15 novembre 2020.
Attraverso un video messaggio pubblicato a settembre 2021, viene annunciato che la quinta stagione sarebbe stata distribuita a novembre 2022;
la data viene ufficializzata a settembre 2022 e fissata al 9 novembre seguente. La sesta e ultima stagione è stata pubblicata in due parti il 16 novembre e il 14 dicembre 2023.

### Versione italiana
Il doppiaggio italiano, realizzato presso Studio Asci (st. 1-2), BTI Studios (st. 3), Nexus TV (st. 4+), ha visto una "unione" tra la scuola romana e la scuola milanese (fatto raro) per le prime due stagioni (che hanno visto, infatti la partecipazione sia di doppiatori milanesi, come Lorenzo Scattorin e Claudio Moneta, che di doppiatori romani, come Bruno Alessandro e Gino La Monica), mentre dalla terza stagione il doppiaggio è passato interamente a Milano.
La direzione del doppiaggio è stata curata da Federico Zanandrea per le stagioni 1 e 2 e da Elda Olivieri dalla stagione 3.

## Accoglienza
La serie è stata accolta positivamente dalla critica. Sull'aggregatore di recensioni Rotten Tomatoes ha un indice di gradimento del 92%, con un voto medio di 8.9 basato su 37 recensioni. Il commento del sito recita: "Delle interpretazioni potenti e una sontuosa messa in scena rendono The Crown una produzione di prima scelta degna del suo imponente soggetto". Su Metacritic ha un voto medio di 82 su 100 basato su 27 recensioni.
La serie ha però ricevuto anche reazioni negative da critici britannici e dalla famiglia reale. I critici hanno tacciato la quarta stagione di essere "inaccurata" ed "anti-monarchica".
Simon Jenkins, su The Guardian, l'ha descritta come "storia falsificata", "realtà strumentalizzata a scopo propagandistico, e un vile abuso della libertà artistica" che ha (ri)costruito la storia sulla base di una propria narrazione preconcetta, e obiettato che "Morgan avrebbe potuto fare il suo discorso onestamente". La biografa dei Reali, Sally Bedell Smith, ha criticato le inesattezze e la rappresentazione negativa della famiglia reale sostenendo che "poiché The Crown è una produzione talmente costosa e sontuosa, così splendidamente recitata e abilmente scritta, ed è stata prestata così tanta attenzione ai dettagli visuali ed agli eventi storici, da indurre gli spettatori a credere che quello che stanno vedento sia accaduto davvero", concludendo che "laddove le prime stagioni sono pezzi di epoche, questa è storia recente, quindi appare ancora più crudele nelle sue false rappresentazioni". A seguito di alcune reazioni negative alla quarta stagione, il segretario alla cultura britannica Oliver Dowden suggeriva che le serie dovesse contenere, all'inizio, un avviso riguardante la finzione narrativa. In un'intervista del 2021 su The Late Late Show with James Corden, il principe Henry, duca di Sussex ha affermato che era a suo agio con la rappresentazione della famiglia reale fatta in The Crown, notando che, anche se la fiction non è perfettamente accurata, dà un'idea di massima delle pressioni del "mettere dovere e servizio davanti a famiglia e qualsiasi altra cosa". Il principe ha inoltre detto che gli sarebbe piaciuto essere impersonato da Damian Lewis se mai fosse stato presente nella serie.

## Riconoscimenti
- 2016 - American Film Institute Awards[65]
  - Tra le migliori dieci serie televisive dell'anno

- 2016 - Critics' Choice Awards
  - Miglior attore non protagonista in una serie drammatica (John Lithgow)
  - Candidatura come miglior serie drammatica
  - Candidatura come miglior ospite in una serie drammatica (Jared Harris)

- 2017 - Golden Globe[66]
  - Miglior serie drammatica
  - Miglior attrice protagonista in una serie drammatica (Claire Foy)
  - Candidatura come Miglior attore non protagonista in una serie (John Lithgow)

- 2017 - Satellite Awards[67]
  - Miglior serie drammatica
  - Candidatura come Miglior attore non protagonista in una serie, miniserie o telefilm (Jared Harris)

- 2017 - Screen Actors Guild Award[68]
  - Migliore attrice in una serie drammatica (Claire Foy)
  - Miglior attore in una serie drammatica (John Lithgow)
  - Candidatura come Miglior cast in una serie drammatica

- 2017 - British Academy Television Awards[69]
  - Candidatura come Miglior serie drammatica
  - Candidatura come Miglior attrice protagonista (Claire Foy)
  - Candidatura come Miglior attrice non protagonista (Vanessa Kirby)
  - Candidatura come Miglior attore non protagonista (Jared Harris)
  - Candidatura come Miglior attore non protagonista (John Litgow)

- 2017 – Premi Emmy[70]
  - Miglior attore non protagonista in una serie drammatica (John Litgow)
  - Candidatura come Miglior serie drammatica
  - Candidatura come Miglior attrice protagonista in una serie drammatica (Claire Foy)
  - Candidatura come Miglior regia per una serie drammatica (Stephen Daldry per l'episodio Hyde Park Corner)
  - Candidatura come Miglior sceneggiatura per una serie drammatica (Peter Morgan per l'episodio Assassini)
- 2017 – Primetime Creative Arts Emmy Awards[70][71]
  - Migliori costumi per una serie, miniserie o film in costume o fantasy (Michele Clapton, Alex Fordham, Emma O'Loughlin e Kate O'Farrell, per l'episodio Wolferton Splash)
  - Miglior scenografia per una serie in costume (Martin Childs, Mark Raggett e Celia Bobak per l'episodio Fumo negli occhi)
  - Candidatura come Migliori acconciature per una serie da telecamera singola (Ivana Primorac e Amy Riley per l'episodio Hyde Park Corner)
  - Candidatura come Migliori provini per una serie drammatica (Nina Gold e Robert Sterne)
  - Candidatura come Miglior composizione musicale per una serie televisiva (Rupert Gregson-Williams per l'episodio Hyde Park Corner)
  - Candidatura come Migliori effetti speciali visivi di supporto (Ben Turner, Tom Debenham, Standish Millennas, Kim Phelan, Oliver Cubbage, Lionel Heath, Charlie Bennet, Stephen Smith e Carmine Agnone per l'episodio Windsor)
  - Candidatura come Miglior fotografia per una serie da telecamera singola con episodi di oltre 30 minuti (Adriano Goldman per l'episodio Fumo negli occhi)
  - Candidatura come Miglior disegno di una sigla (Patrick Clair, Raoul Marks, Javier Leon Carrillo e Jeff Han)

- 2018 - Critics' Choice Awards
  - Candidatura come miglior serie drammatica
  - Candidatura come miglior attrice in una serie drammatica (Claire Foy)

- 2018 - Golden Globe
  - Candidatura come Miglior serie drammatica
  - Candidatura come Miglior attrice protagonista in una serie drammatica (Claire Foy)

- 2018 - Screen Actors Guild Award
  - Migliore attrice in una serie drammatica (Claire Foy)
  - Candidatura come Miglior cast in una serie drammatica

- 2018 - British Academy Television Awards
  - Miglior attrice non protagonista (Vanessa Kirby)
  - Candidatura come Miglior serie drammatica
  - Candidatura come Miglior attrice protagonista (Claire Foy)

- 2018 – Premi Emmy
  - Miglior attrice protagonista in una serie drammatica (Claire Foy per l'episodio Gentile Sig.ra Kennedy)
  - Miglior regia per una serie drammatica (Stephen Daldry per l'episodio Pater familias)
  - Candidatura come Miglior serie drammatica
  - Candidatura come Miglior attore protagonista in una serie drammatica (Matt Smith per l'episodio L'uomo del mistero)
  - Candidatura come Miglior attrice non protagonista in una serie drammatica (Vanessa Kirby per l'episodio Beryl)
  - Candidatura come Miglior sceneggiatura per una serie drammatica (Peter Morgan per l'episodio L'uomo del mistero)
- 2018 – Primetime Creative Arts Emmy Awards
  - Miglior casting per una serie drammatica (Nina Gold, Robert Sterne)
  - Miglior fotografia per una serie f con episodi di oltre 30 minuti (Adriano Goldman per l'episodio Beryl)
  - Migliori costumi per una serie, miniserie o film in costume o fantasy (Jane Petrie, Emily Newby, Basia Kuznar e Gaby Spanswick per l'episodio Gentile Sig.ra Kennedy)
  - Candidatura come Miglior guest star in una serie drammatica (Matthew Goode per l'episodio Matrimonium)
  - Candidatura come Migliori acconciature per una serie da telecamera singola (Ivana Primorac per l'episodio Gentile Sig.ra Kennedy)
  - Candidatura come Miglior scenografia per una serie in costume o fantastica con episodi di oltre 30 minuti (Martin Childs, Mark Raggett e Alison Harvey per l'episodio Beryl)
  - Candidatura come Migliori effetti speciali visivi di supporto (Ben Turner, Standish Millennas, Alison Griffiths, Matthew Bristowe, Iacopo Di Luigi, Garrett Honn, Charlie Bennett, Jenny Gauci e Carmine Agnone per l'episodio Disavventura)
- 2019 - Satellite Awards
  - Miglior attore in una serie drammatica (Tobias Menzies)
  - Candidato - Miglior serie drammatica
  - Candidato - Miglior attrice in una serie drammatica (Olivia Colman)
- 2020 - Critics' Choice Awards
  - Candidatura come miglior serie drammatica
  - Candidatura come miglior attore in una serie drammatica (Tobias Menzies)
  - Candidatura come miglior attrice protagonista in una serie drammatica (Olivia Colman)
  - Candidatura come miglior attrice non protagonista in una serie drammatica (Helena Bonham Carter)

- 2020 - Golden Globe
  - Miglior attrice protagonista in una serie drammatica (Olivia Colman)
  - Candidatura come Miglior serie drammatica
  - Candidatura come Miglior attore in una serie drammatica (Tobias Menzies)
  - Candidatura come Miglior attrice non protagonista in una serie drammatica (Helena Bonham Carter)

- 2020 - Screen Actors Guild Award
  - Miglior cast in una serie drammatica
  - Candidatura come Miglior attrice in una serie drammatica (Olivia Colman)
  - Candidatura come Miglior attrice in una serie drammatica (Helena Bonham Carter)

- 2020 - British Academy Television Awards
  - Candidatura come Miglior serie drammatica
  - Candidatura come Miglior attore non protagonista (Josh O'Connor)
  - Candidatura come Miglior attrice non protagonista (Helena Bonham Carter)

- 2020 – Premi Emmy
  - Miglior scenografia per una serie (Amy Roberts, Sidonie Roberts e Sarah Moore per l'episodio Grido d'allarme)
  - Miglior scenografia per una serie (Martin Childs, Mark Raggett e Alison Harvey per l'episodio Aberfan)
  - Candidatura come Miglior serie drammatica
  - Candidatura come Miglior attrice in una serie drammatica per Olivia Colman
  - Candidatura come Miglior attrice non protagonista in una serie drammatica per Helena Bonham Carter
  - Candidatura come Miglior sceneggiatura per una serie drammatica (Peter Morgan per l'episodio Aberfan)
  - Candidatura come Miglior regia per una serie drammatica (Stephen Daldry per l'episodio Aberfan)
  - Candidatura come Miglior regia per una serie drammatica (Jessica Hobbs per l'episodio Grido d'allarme)
  - Candidatura come Miglior casting per una serie drammatica (Nina Gold e Robert Sterne)
  - Candidatura come Miglior fotografia per una serie da telecamera singola con episodi di oltre 30 minuti (Adriano Goldman per l'episodio Aberfan)
  - Candidatura come Migliori acconciature per una serie da telecamera singola (Cate Hall, Louise Coles, Sarah Nuth, Suzanne David, Emilie Yong e Catriona Johnstone per l'episodio Grido d'allarme)
  - Candidatura come Miglior composizione musicale per una serie televisiva (Martin Phipps per l'episodio Aberfan)
  - Candidatura come Miglior supervisione musicale per una serie televisiva con episodi di oltre 30 minuti (Lee Walpole, Andy Kennedy, Saoirse Christopherson, Juraj Mravec, Tom Williams, Steve Little, Tom Stewart, Anna Wright e Catherine Thomas per l'episodio Aberfan)

- 2021 - Golden Globe
  - Miglior serie drammatica
  - Miglior attore in una serie drammatica per Josh O'Connor
  - Miglior attrice in una serie drammatica per Emma Corrin
  - Miglior attrice non protagonista in una serie per Gillian Anderson
  - Candidatura come Miglior attrice in una serie drammatica per Olivia Colman
  - Candidatura come Miglior attrice non protagonista in una serie per Helena Bonham Carter

- 2021 - Premi Emmy
  - Miglior serie drammtica
  - Miglior attore in una serie drammatica per Josh O'Connor
  - Miglior attrice in una serie drammatica per Olivia Colman
  - Miglior attore non protagonista in una serie drammatica per Tobias Menzies
  - Miglior attrice non protagonista in una serie drammatica per Gillian Anderson
  - Miglior guest star in una serie drammatica per Claire Foy
  - Miglior regia per una serie drammatica (Jessica Hobbs per l'episodio Guerra)
  - Miglior sceneggiatura per una serie drammatica (Peter Morgan per l'episodio Guerra)
  - Miglior casting per una serie drammatica per Robert Sterne
  - Miglior fotografia per una serie (episodio da più di un'ora) (Adriano Goldman per l'episodio Come in una favola)
  - Miglior editing per una serie drammatica (Yan Miles per l'episodio Come in una favola)
  - Candidatura come Migliore attrice protagonista in una serie drammatica per Emma Corrin
  - Candidatura come Miglior attrice non protagonista in una serie drammatica per Helena Bonham Carter
  - Candidatura come Miglior attrice non protagonista in una serie drammatica per Emerald Fennell
  - Candidatura come Miglior regia per una serie drammatica (Benjamin Caron per l'episodio Come in una favola)
  - Candidatura come Miglior guest star in una serie drammatica (Charles Dance per l'episodio Gold Stick)
  - Candidatura come Migliori costumi per una serie, miniserie o film in costume o fantasy (Amy Roberts, Sidonie Roberts e Giles Gale per l'episodio Terra Nullius)
  - Candidatura come Migliori acconciature per una serie in costume o fantastica (Cate Hall, Emilie Yong Mills, Sam Smart, Suzanne David, Debbie Ormrod e Stacey Louise Holman per l'episodio Guerra)
  - Candidatura come Miglior composizione musicale per una serie drammatica (Martin Phipps per l'episodio La prova di Balmoral)
  - Candidatura come Miglior supervisione musicale (Sarah Bridge per l'episodio Come in una favola)
  - Candidatura come Miglior editing di immagini a telecamera singola per una serie drammatica (Paulo Pandolpho per l'episodio La valanga)
  - Candidatura come Miglior scenografia per un periodo narrativo o un programma fantasy con episodi di un'ora o più (Martin Childs, Mark Raggett e Alison Harvey per l'episodio Guerra)
  - Candidatura come Miglior mix sonoro per una serie commedia o drammatica (Lee Walpole, Stuart Hilliker, Martin Jensen e Chris Ashworth per l'episodio Come in una favola)
  - Candidatura come Migliori effetti speciali visivi di supporto (Ben Turner, Reece Ewing, Andrew Scrase, Standish Millennas, Oliver Bersey, Jonathan Wood, David Fleet, Joe Cork e Garrett Honn per l'episodio Gold Stick)
- 2021 - Critics' Choice Awards[72]
  - Miglior serie drammatica

- 2023 - Golden Globe
  - Candidatura come Miglior serie drammatica
  - Candidatura come Miglior attrice in una serie drammatica per Imelda Staunton
  - Candidatura come Miglior attore non protagonista in una serie per Jonathan Pryce
  - Candidatura come Miglior attrice non protagonista in una serie per Elizabeth Debicki

- 2023 - Premi Emmy
  - Candidatura come Miglior serie drammtica
  - Candidatura come Miglior attrice non protagonista in una serie drammatica per Elizabeth Debicki
  - Candidatura come Miglior casting per una serie drammatica (Robert Sterne)
  - Candidatura come Miglior fotografia per una serie da telecamera singola con episodi di oltre 30 minuti (Adriano Goldman per l'episodio Mou Mou)
  - Candidatura come Migliori costumi per una serie, miniserie o film in costume o fantasy (Amy Roberts, Sidonie Roberts e Christof Roche-Gordon per l'episodio Mou Mou)
  - Candidatura come Migliori acconciature per una serie in costume o fantastica (Cate Hall e Emilie Yong Mills per l'episodio Mou Mou)
- 2023 - Critics' Choice Awards[73]
  - Candidatura come miglior serie drammatica
- 2024 - Critics' Choice Awards[74]
  - Candidatura come miglior serie drammatica

- 2024 - Golden Globe
  - Miglior attrice non protagonista in una serie per Elizabeth Debicki
  - Candidatura come miglior serie drammatica
  - Candidatura come miglior attore in una serie drammatica per Dominic West
  - Candidatura come miglior attrice in una serie drammatica per Imelda Staunton

- 2024 - Premi Emmy
  - Miglior attrice non protagonista in una serie drammatica per Elizabeth Debicki
  - Candidatura come miglior serie drammtica
  - Candidatura come miglior attrice in una serie drammatica per Imelda Staunton
  - Candidatura come miglior attore in una serie drammatica per Dominic West
  - Candidatura come miglior attrice non protagonista in una serie drammatica per Lesley Manville
  - Candidatura come miglior attore non protagonista in una serie drammatica per Jonathan Pryce
  - Candidatura come miglior guest star in una serie drammatica per Claire Foy
  - Candidatura come miglior regia per una serie drammatica (Stephen Daldry per l'episodio Sleep Dearie Sleep)
  - Candidatura come miglior sceneggiatura per un serie drammatica (Peter Morgan, Meriel Sheibani per l'episodio Ritz)